# .17 Remington

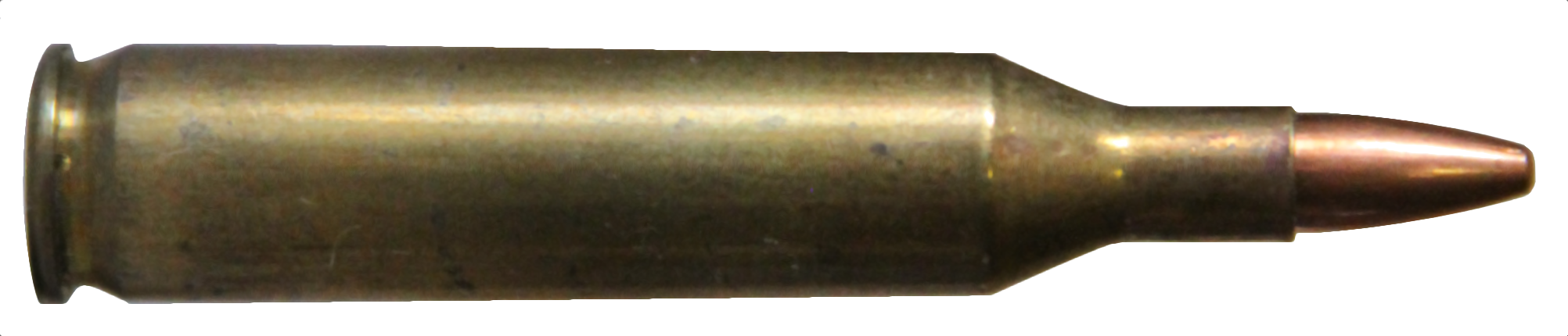
Um cartucho .17 Remington.

O .17 Remington é um cartucho de fogo central para rifle, sem aro em formato de "garrafa", produzido pela Remington Arms nos Estados Unidos a partir de 1971.

## Visão geral

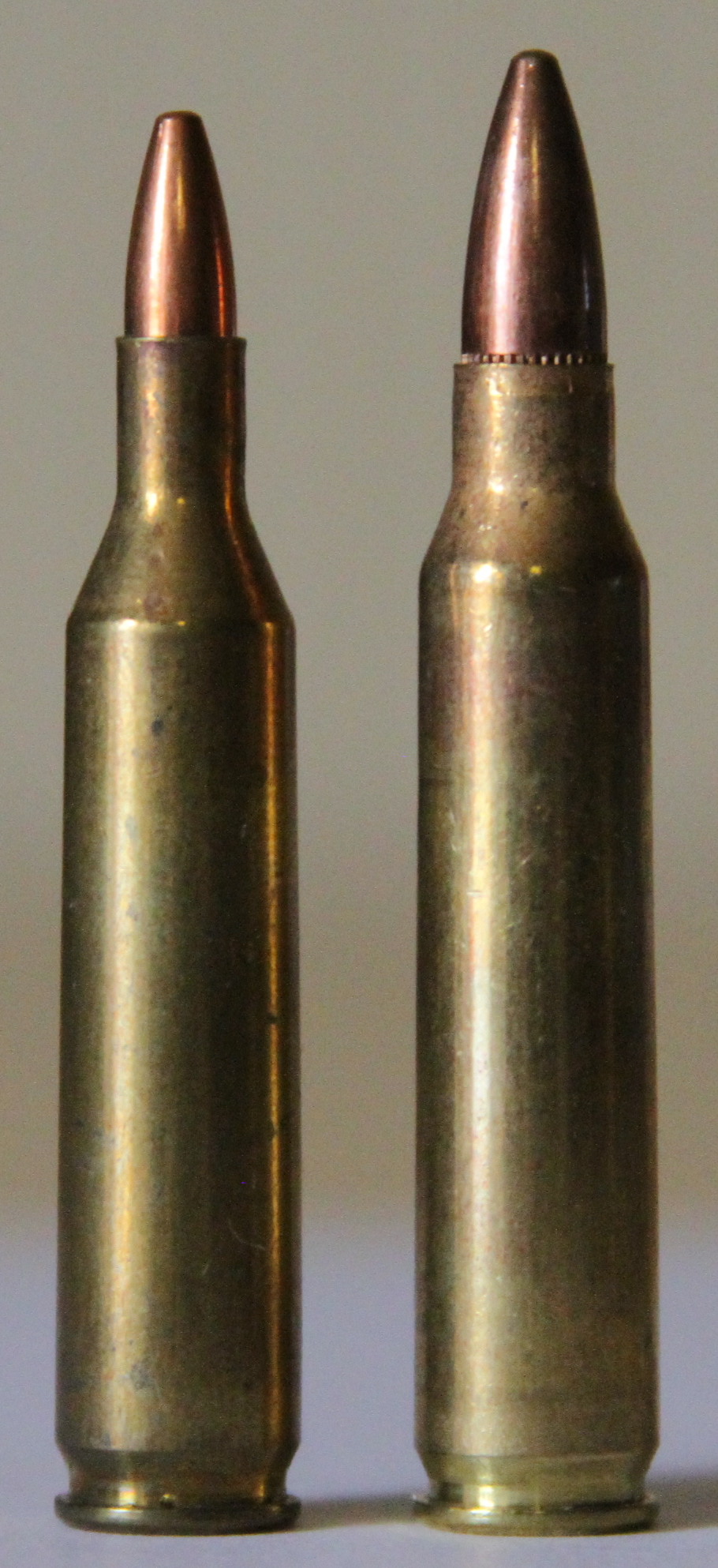
O .17 Remington (esq.)
comparado ao .223 Remington.

O .17 Remington foi lançado em 1971 pela Remington como mais uma alternativa de munição para seus rifles Model 700.
O .17 Remington é baseado no estojo do  .223 Remington sendo reduzido o diâmetro do "pescoço" para .172 pol. (4,37 mm), e com o "ombro" movido para trás. Ele foi projetado exclusivamente como um cartucho de caça para pequenos animais daninhos, embora seja adequado também para pequenos predadores. Existem aqueles como P.O. Ackley que o usou em caças de porte muito maior, mas esse uso não é típico.
Velocidade de saída extremamente alta, acima de 4000 pés/s (1200 m/s), trajetória plana e recuo muito baixo são os principais atributos do .17 Remington. Ele tem um alcance efetivo máximo de cerca de 440 jardas (400 m), mas para animais do tamanho de cães da pradaria em condições ambientais médias o alcance fica reduzido a algo próximo a 25 jardas (23 m), pois os coeficientes balísticos fracos da bala pequena e as densidades seccionais significam que é altamente suscetível a ventos laterais nessas distâncias.
A bala menor de .172", normalmente tem um coeficiente balístico muito mais baixo do que outros calibres típicos para uso em pequenos animais, como o do .223 Remington. Por causa disso, a bala .172 perde velocidade um pouco mais cedo e é mais sensível ao vento; mas de forma alguma isso torna o cartucho inútil. As vantagens deste cartucho são baixo recuo, trajetória plana e ferimentos de entrada mínimos. O minúsculo ferimento de entrada e a falta usual de ferimento de saída em animais do tamanho de um coiote o tornam um cartucho ideal para animais peludos dos quais o caçador pretende coletar uma pele. Uma desvantagem significativa é a taxa rápida na qual um cano de rifle de pequeno calibre pode acumular incrustações de metal que recobrem as balas, o que é muito prejudicial à precisão e também pode resultar em pressões crescentes causadas pela constrição do cano pela incrustação. Muitos atiradores de .17 Remington relataram precisão ideal quando o cano é limpo a cada 10-20 tiros, embora a metalurgia mais moderna usada em canos e balas tenha mitigado amplamente o problema de incrustação.
O .17 Remington também é um dos poucos cartuchos em que o peso da carga de pólvora costuma ser maior do que o peso da bala. Embora essa condição seja conhecida por degradar a precisão, o .17 Remington é conhecido por sua precisão excepcional. Esta reputação de precisão deve-se em grande parte ao fato de que apenas a ação de ferrolho de boa qualidade e rifles de tiro único foram equipados de fábrica para ele.

## Dimensões

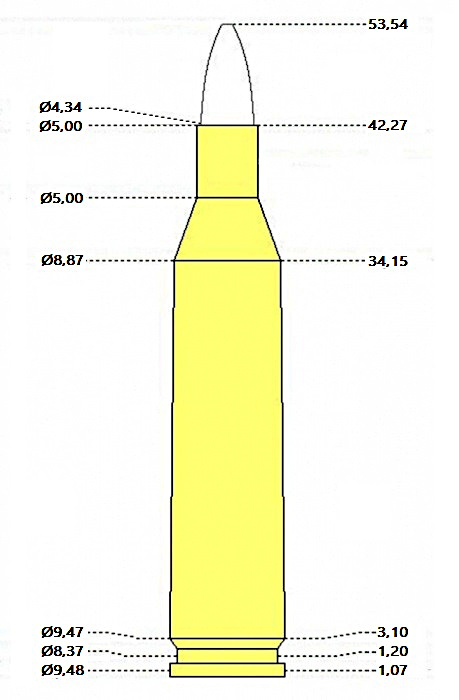